# Dinajpur (district)
Pour la ville, voir Dinajpur.

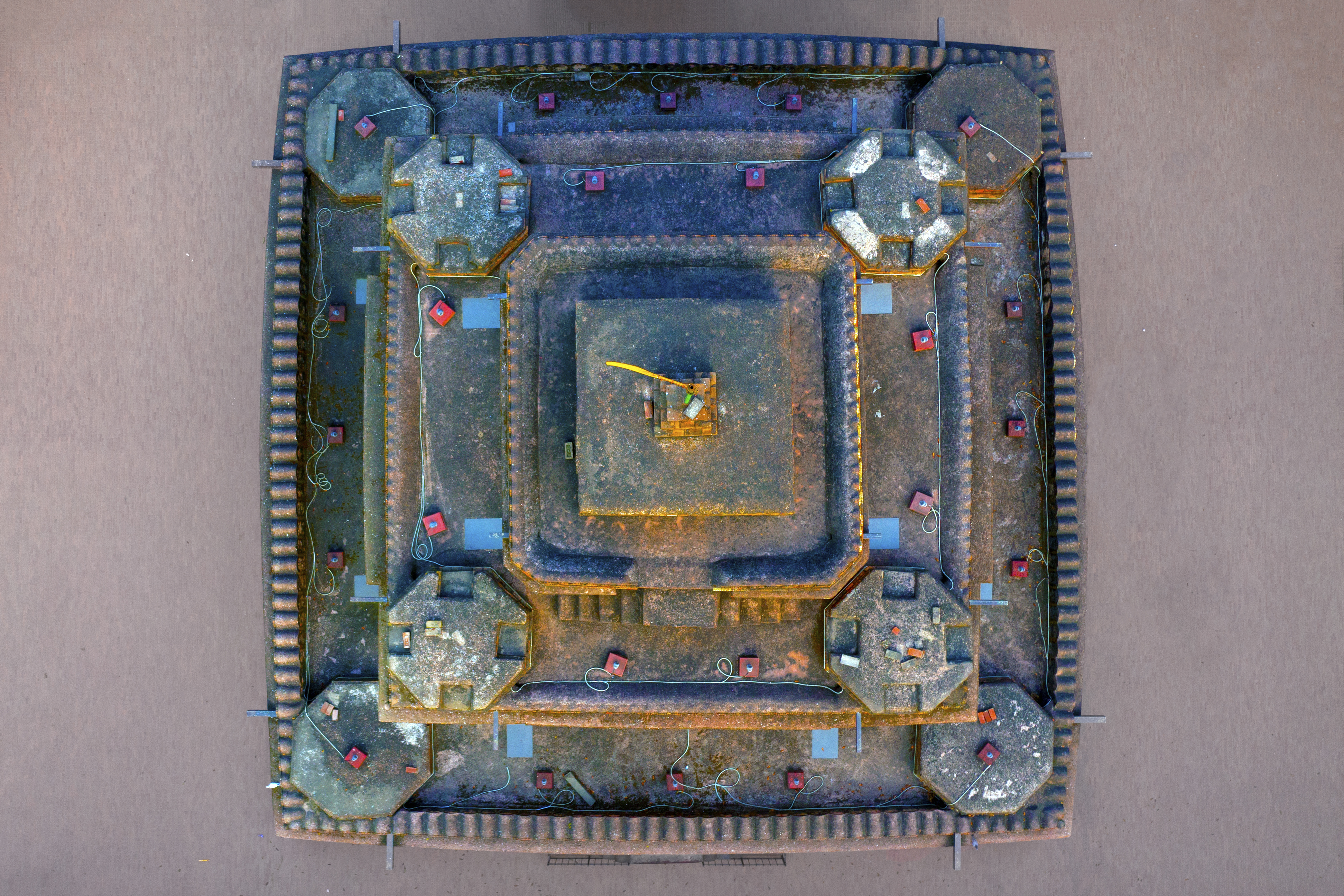
Le কান্তনগর মন্দির vu de dessus dans le Dinajpur. Mars 2020.

Dinajpur est un district du Bangladesh. Il est situé dans la division de Rangpur. La ville principale est Dinajpur.